# Лох Ю
Лох Ю (англ. Loch Ewe, шотл. гел. Loch Iùbh) — морський лох, розташований у Вестер-Россі на західному краю Північно-західного Шотландського нагір'я. Лох має довжину 4 милі

## Історія
У роки Другої світової війни Лох Ю використовувався союзниками для збору та підготовки до переходу транспортних суден і кораблів ескорту арктичних конвоїв до Радянського Союзу: PQ 13, PQ 18, JW 51B, JW 53, JW 55B, JW 56A, JW 56B, JW 57, JW 58, JW 59 та інших. А також збірним пунктом зворотних конвоїв з Мурманська та Архангельська QP 14, QP 15, RA 52, RA 53, RA 57, RA 64, RA 59A, RA 62 тощо.